# Сакалюк Олександр Васильович
Олекса́ндр Васи́льович Сакалю́к — лейтенант Збройних Сил України, учасник Російсько-української війни.

## З життєпису
Разом із товаришами молодий буковинець 2014 року в складі 80-ї бригади близько трьох місяців ніс службу в Луганському аеропорту. Був поранений в боях, каска врятувала Олександру життя.
Станом на вересень 2018 року — курсант Одеської військової академії. З дружиною проживає у селі Шипинці (Кіцманський район).

## Нагороди та вшанування
- Указом Президента України № 878/2019 від 4 грудня 2019 року за «особисті заслуги у зміцненні обороноздатності Української держави, мужність і самовіддані дії, виявлені у захисті державного суверенітету та територіальної цілісності України, зразкове виконання військового обов'язку» нагороджений медаллю «За військову службу Україні»[4].
- Нагрудний знак «За оборону Луганського аеропорту» (вересень 2018)[5].